# Gevelstuc

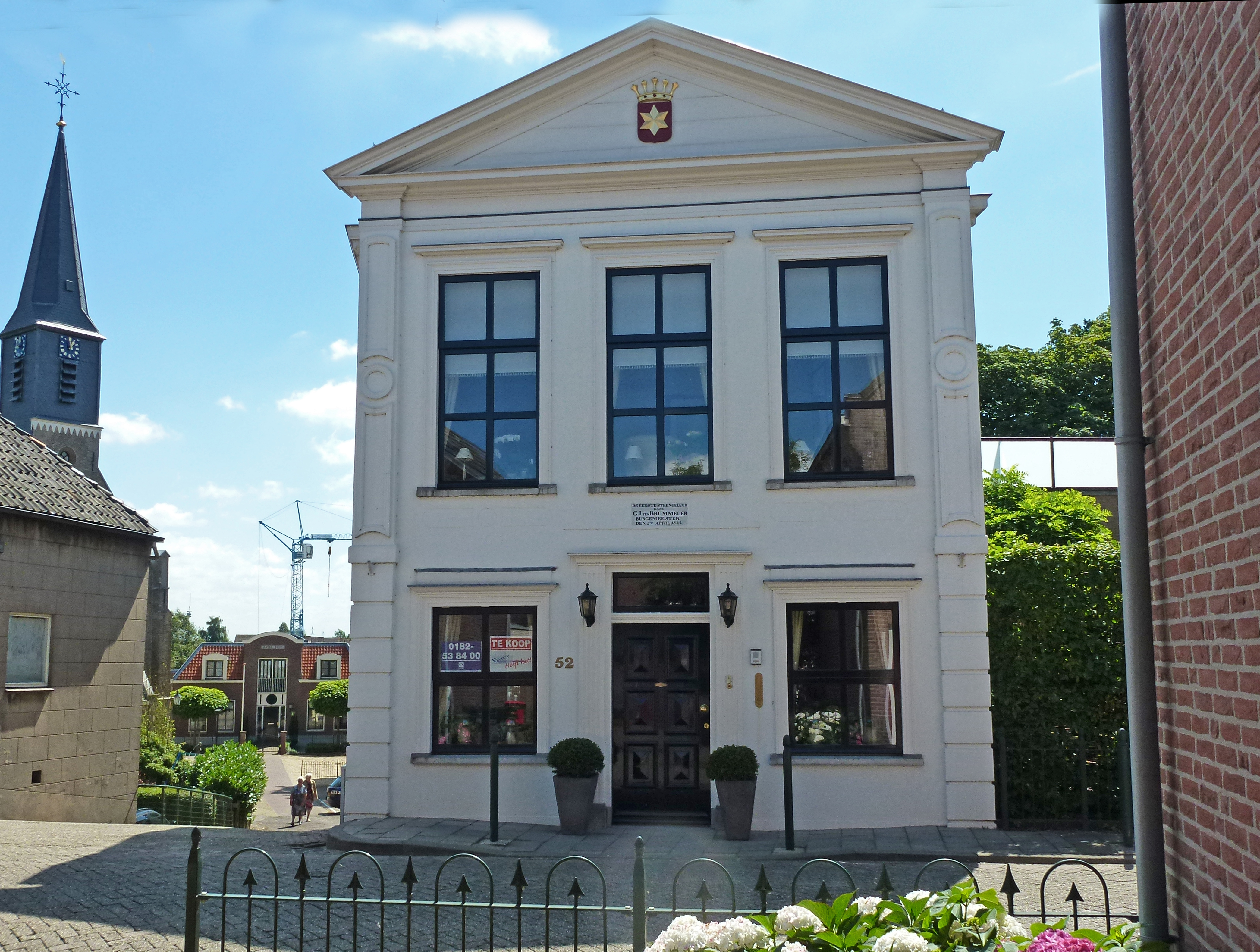
Gevelstuc in Gouderak

Gevelstuc, gevelisolatie of gepleisterde gevelisolatie is een buitenmuurafwerking waarbij muren aan de buitenzijde voorzien worden van een warmte-isolerende laag, die wordt afgewerkt met een pleisterlaag of stuclaag.
Isolatie aan de (koude) buitenzijde van de constructie geniet uit bouwfysisch oogpunt de voorkeur. Het wordt tevens toegepast vanwege zijn uiterlijk: het is naadloos en in kleur.

## Opbouw
Een gevelisolatiesysteem bestaat uit:
1. een isolatielaag, bestaande uit een minerale wol, of een synthetische isolatieplaat;
2. een weefsel- en
3. een afwerklaag.

De isolatielaag wordt met een mortel aan de ondergrond (gevel) gehecht, soms extra bevestigd met isolatiepluggen. De wapeningslaag bestaat uit een mortel waarin een wapeningsweefsel is verwerkt. Als de omstandigheden dit vereisen is een zeer sterke, vandalisme bestendige, laag te realiseren. Als afwerking wordt veelal een sierpleister toegepast. Er zijn afwerkinglagen / sierpleisters die minder onderhoud behoeven. Steenstrips en tegels kunnen ook als afwerking worden toegepast.

## Geschiedenis en kwaliteit
In Berlijn werd in 1957 voor het eerst een gevelisolatiesysteem toegepast. In 1975 vond de eerste toepassing in Nederland plaats. In 1982 ontstonden de eerste Nederlandse kwaliteitseisen. In 1990 werd het eerste KOMO procescertificaat (kwaliteitsverklaring voor uitvoering) aan een afbouwbedrijf uitgereikt. In 1991 gevolgd door het eerste KOMO-attest voor een gevelisolatiesysteem. Gevelisolatie behoeft iedere zes à tien jaar onderhoud.

## Toepassing
Gepleisterde gevelisolatie wordt in zowel nieuwbouw als in de renovatie toegepast. In Nederland en België wordt het, met jaarlijks minder dan 1 miljoen m², op relatief kleine schaal toegepast. Duitsland, Polen en Oostenrijk nemen het grootste deel van de 110 miljoen m², die jaarlijks in Europa worden aangebracht, voor hun rekening.